# Théodore-Edmond Plumier

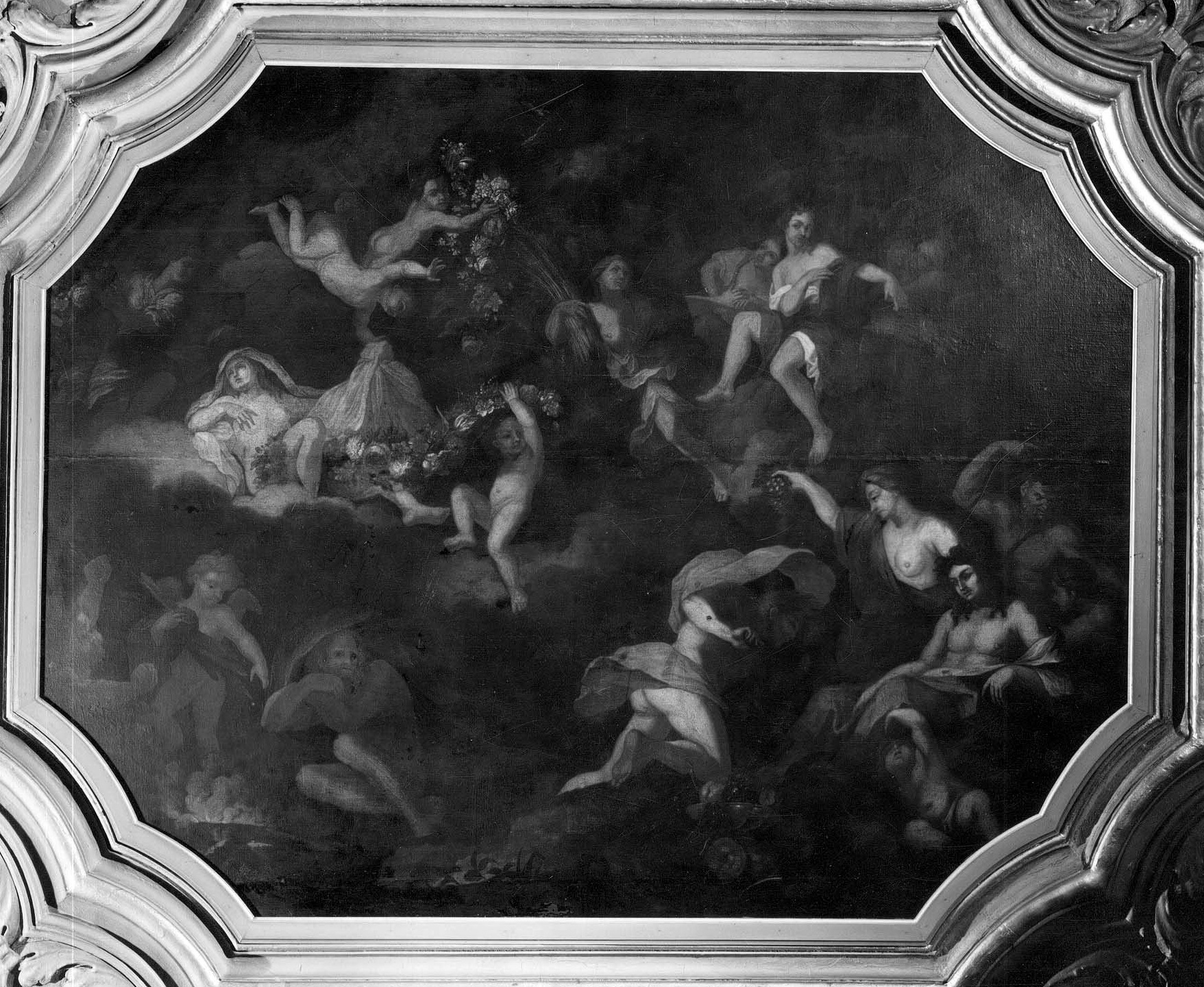
Alegoría de las cuatro estaciones, 1720, techo del ayuntamiento, Lieja

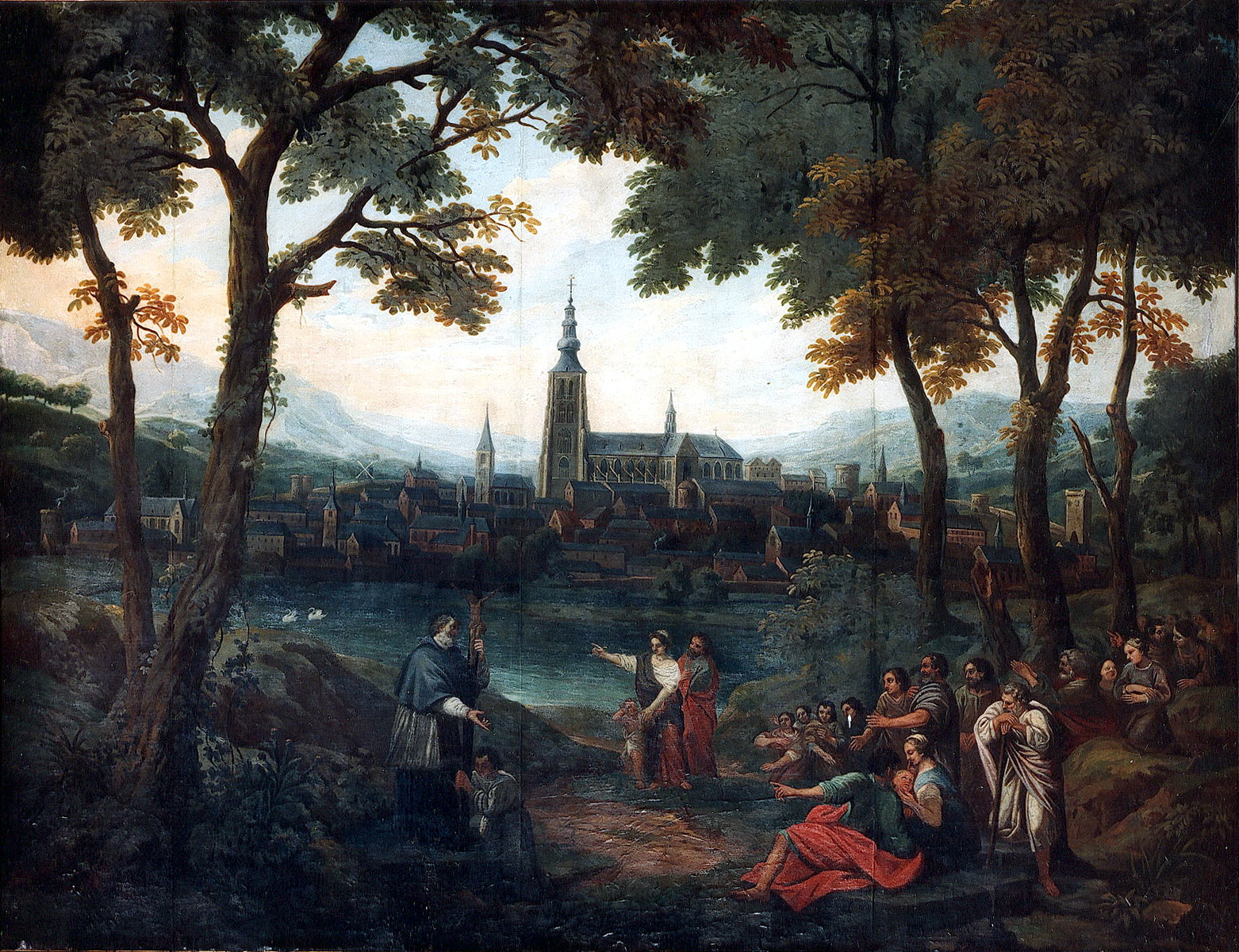
San Maternus predicando en Tongres, 1722, basílica de Notre-Dame de Tongres.

Théodore-Edmond Plumier (Lieja, 8 de marzo de 1671-27 de diciembre de 1733) fue un pintor y decorador de interiores belga. Cultivó el retrato y la pintura de motivos religiosos y alegóricos. Junto con Jean-Baptiste Coclers, Paul-Joseph Delcloche, Nicolas de Fassin, Léonard Defrance y Pierre-Michel de Lovinfosse, fue uno de los más importantes pintores barrocos activos en el Principado de Lieja. 

## Biografía
Nada se sabe de su juventud, excepto que fue aprendiz de Englebert Fisen, otro pintor de la ciudad. Parece que luego se mudó a París, donde estudió con el retratista Nicolas de Largillière. Después de su estancia en Francia  se trasladó a Roma donde trabajó en el estudio de Agostino Masucci. Regresó al Principado en algún momento antes de 1708. Allí obtuvo varios encargos, incluida la decoración de los ayuntamientos de Maastricht y Lieja. Sólo regresó definitivamente a la ciudad de Lieja alrededor de 1719. También trabajó para varias familias nobles, particularmente la familia Oultremont. Once pinturas de él sobreviven en el castillo de Warfusée, incluyendo tres de los señores y siete retratos de miembros de la familia Oultremont. 
También fue comisionado por varias iglesias en y alrededor de la ciudad. Su San Benedicto llevado al cielo para la iglesia de Santiago] de Lieja es considerada su obra maestra. Plumier también pintó el retablo mayor para las iglesias de Lieja de Saint-Remacle (Descendimiento de la Cruz) y Sainte-Catherine (Martirio de Santa Catalina), este último se hundió y desgarró en julio de 2018 y se está restaurando in situ. 
Plumier tuvo dos hijos, que también se convirtieron en pintores. Jacques-Théodore (Lieja, 1702-1766), pintó el Bautismo de Clodoveo para el retablo mayor de la iglesia de Saint-Rémy en Huy. Philippe-Joseph-Clément (Lieja, 1718-?) Se registra en Roma entre 1739 y 1743 y es beneficiario de la fundación Darchis en el estudio de Agostino Masucci. El propio Plumier murió en su ciudad natal y está enterrado en la iglesia de Saint-Nicolas Au-Trez, mientras que la Rue Plumier de la ciudad lleva su nombre. 

## Pinturas

### Retratos de la familia Oultremont
- Retrato de Jeanne-Olympe, condesa de Oultremont, óleo sobre lienzo, 75 × 60   cm, castillo de Warfusée
- Retrato de Jean-Baptiste d'Oultremont , alcalde de Lieja y alguacil de Moha, óleo sobre lienzo, 95 × 73 cm, 1714, castillo de Warfusée
- Retrato de Jean-Baptiste d'Oultremont con armadura, óleo sobre lienzo, 84 × 65   cm, castillo de Warfusée

### Otros retratos
- Retrato del príncipe Guillermo de Hesse, óleo sobre lienzo, 1720, museo de Ansembourg
- Retrato de P. Klonkert, prior de Bernardfagne, 1722, seminariso de Saint-Roch, Ferrières
- Retrato de Thomas de Strickland, obispo de Namur, 1729, castillo de Laerne
- Retrato de Adrien-Gérard, conde Lannoy-Clervaux, 126,8 × 96,2 cm, 1729, museo de artes decorativas de Namur (Hôtel de Groesbeeck - de Croix) , Namur
- Retrato de Hubert du Château, alcalde de Lieja (atribuido), óleo sobre lienzo, 97,8 × 76,5   cm, La Boverie , Lieja
- Retrato del conde Maximilien-Henri de Horion, castillo de Colonster
- Retrato del alcalde Louis-Lambert de Liverloo, óleo sobre lienzo, 198 × 140   cm, 1733, La Boverie

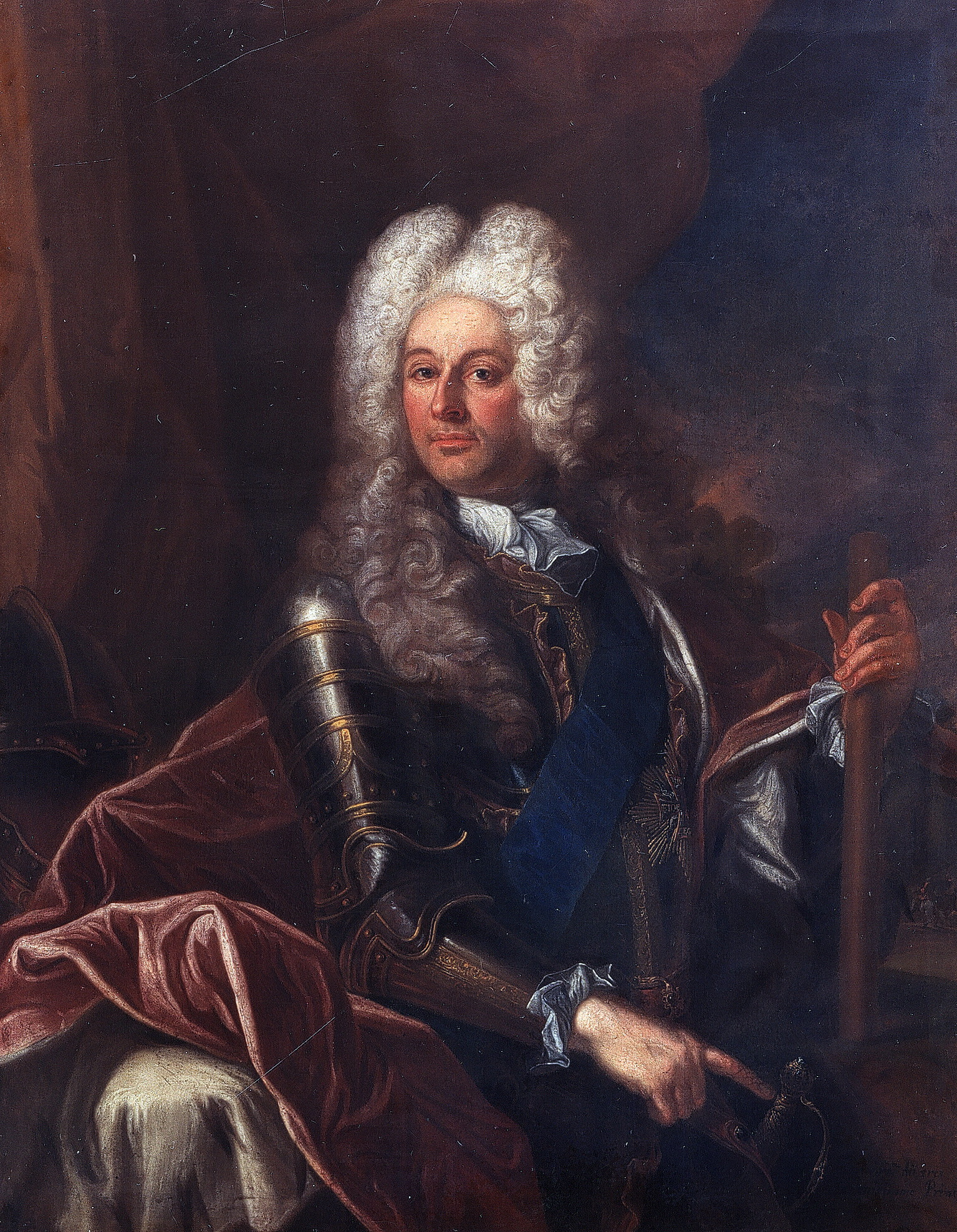
Retrato de William de Hesse
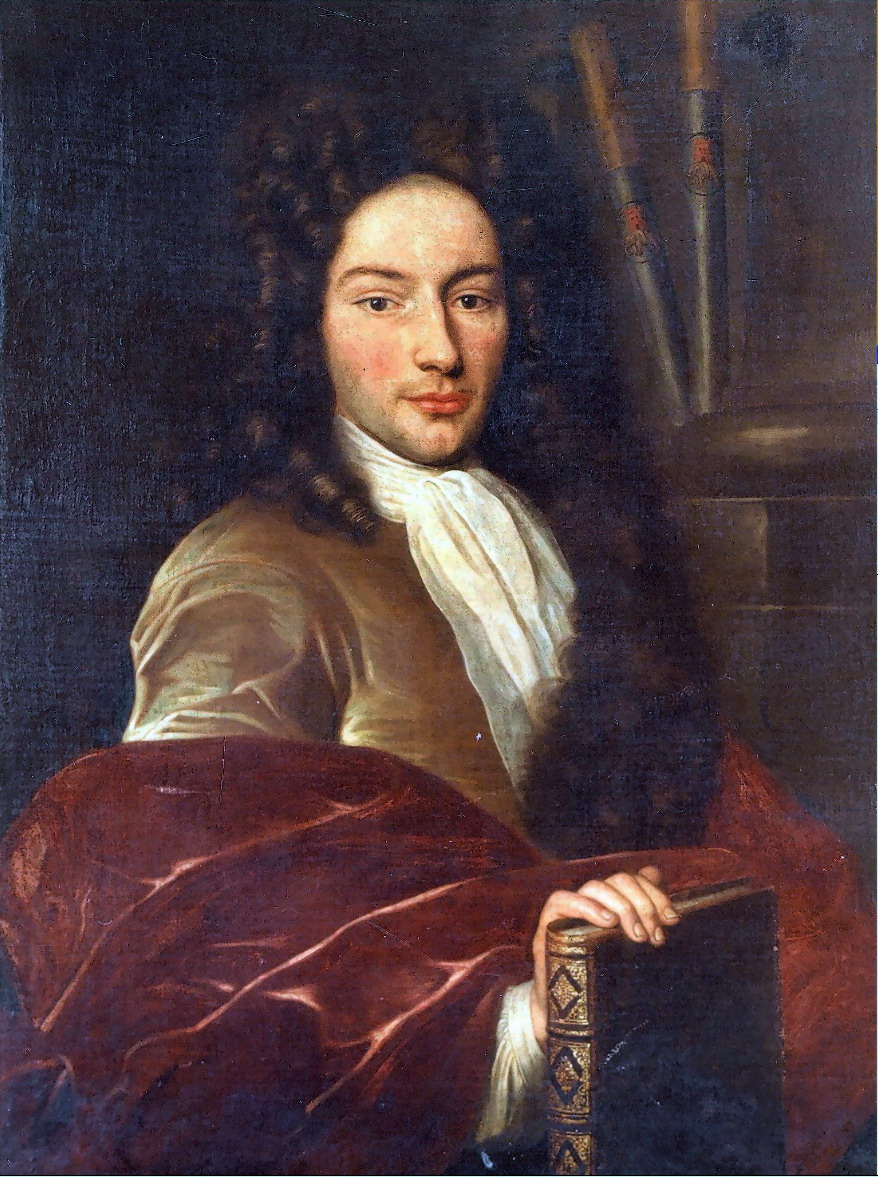
Retrato de Hubert du Château

### Colaboraciones con Juppin
Con frecuencia colaboró con el paisajista Jean-Baptiste Juppin, agregando las figuras a sus fondos de paisaje. Ejemplos de ello son las cuatro pinturas de gran formato con episodios de la vida de Jesús en la basílica de San Martín de Lieja y cinco pinturas en la basílica de Notre-Dame de Tongres (tres de estas últimas sobre la vida de Maternus de Colonia ). 
- San Pedro enviando a Maternus, Eucario y Valerio a Tongre, San Maternus predicando en Tongres, El cuerpo de San Maternus en un bote, La visita de María a Isabel y La huida a Egipto, 1722, basílica de Notre-Dame de Tongres.
- Decoración del hotel de ville de Lieja, 1725. 
  - Chimenea, Alegoría en memoria de la elección del señor Michel-Joseph de Grady de Groenendael como alcalde de la ciudad de Lieja, lienzo, 170 × 119   cm (gabinete del alcalde)
  - Alegoría de la primavera , 149 × 118.   cm,
  - Alegoría del verano , 149 × 118.   cm
  - Alegoría del otoño , 149 × 118.   cm
  - Alegoría del invierno , 149 × 118.   cm
  - Venus y Adonis , 330 × 166   cm
  - Muerte de Adonis , 330 × 204   cm
  - Encuentro de Diana y Venus , 330 × 252.   cm
  - Adonis recibido por Venus en su nacimiento , 330 × 166   cm

### Otros
- Juicio de Paris , 130 × 87   cm, 1712
- Chimenea La doble jurisdicción , 1714, alcaldía, ayuntamiento de Maastricht
- Escena mitológica (Plutón y Prosperpina) , 214 × 169   cm, 1717, castillo de Warfusée
- Alegoría de la restauración de los magistrados en 1725 , 1725, 100 × 65   cm, La Boverie , Lieja
- Alegoría , 168 × 117   cm, hôtel de Grady , Lieja (de la iglesia Saint-Rémy en Huy )

## Dibujos
Dibujos, estudios y bocetos preliminares de Plumier se encuentran en las colecciones de: 
- Academie real de bellas artes de Lieja
- Departamento de grabados y dibujos de La Boverie. 
  - Adoración de los pastores
  - Virtudes y vicios (diseño para un techo)
  - El tiempo y las estaciones
  - Representación simbólica de la fuente de la vida (Cristo en la cruz)
  - Pedro Nolasco, Visión de San Pedro
  - Martirio de Santa Catalina de Alejandría
  - La Virgen que intercede con la Santísima Trinidad por las almas en el Purgatorio
  - Venus en la fragua de Vulcano
  - Retrato del príncipe-obispo Georges-Louis de Berghes, 1728
  - Decapitación de san Juan Bautista
  - Dos cabezas de hombres barbudos

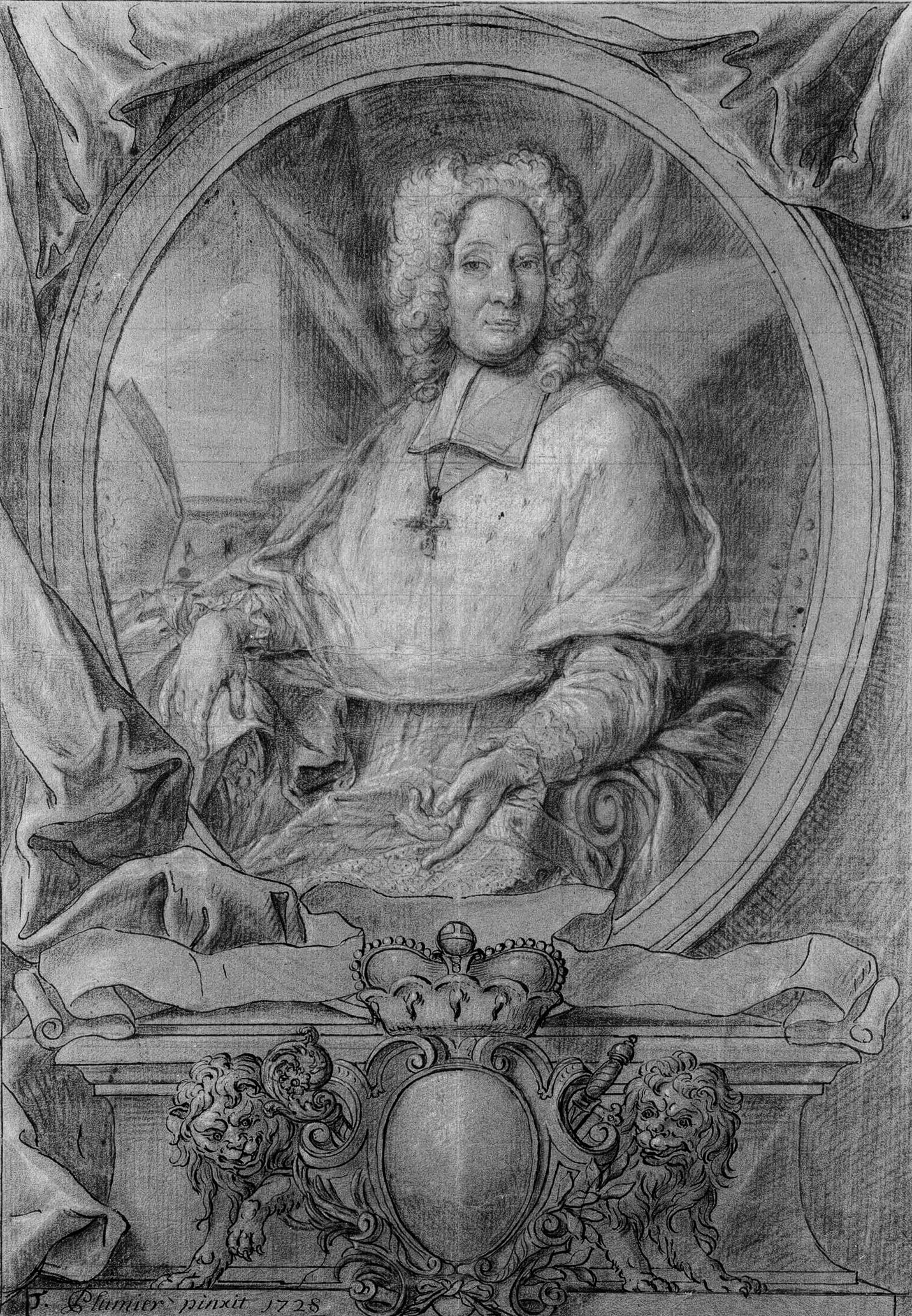
Retrato de Georges-Louis de Berghes
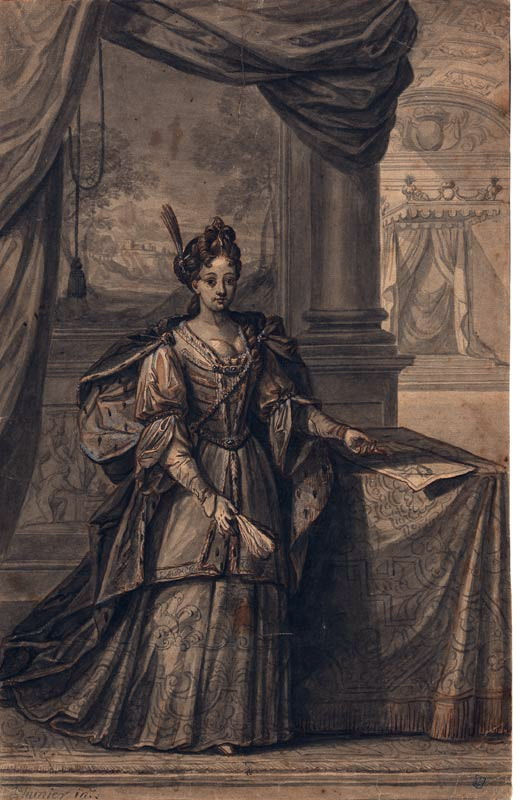
Dibujo de una mujer